# لايتز
لايتز بوكسلتنر-بوكان (المولودة بأسم فاليري آن بوكسلتنر؛ 11 أبريل 1987) هي موسيقية ومغنية وكاتبة أغاني كندية من تيمينز، أونتاريو. وهي معروفة بأغنايها الفردية الناجحة "Drive My Soul" و "February Air" و "Ice" و "Second Go" و "Toes" و "Up We Go". حصلت على جائزة جونو لعام 2009 «لأفضل فنان جديد للعام» وجائزتي راديو أسترل ميديا لعام 2009 خلال مهرجان أسبوع الموسيقى الكندي. كفنانة تسجيل، اختارت الاسم الفني لايتز (Lights) (كان يُكتب LIGHTS سابقًا).
اطلقت أول أسطوانة مطولة لها بعنوان Lights في سبتمبر 2008 وحققت نجاحًا تجاريًا مما جعلها تصدر أول ألبوم كامل لها بعنوان The Listening في 22 سبتمبر 2009. ألبومها الثاني، Siberia ، تم إصداره في 4 أكتوبر 2011 وقد حصل كلا الألبومين على شهادة الذهب في كندا. أصدرت لايتزا ألبومها الاستوديو الثالث، Little Machines ، في 19 سبتمبر 2014، والذي ظهر لأول مرة على مخطط الألبومات الكندية في المرتبة الخامسة. ألبومها الرابع، Skin & Earth ، مع الأغنية "Giants"، صدر في سبتمبر 2017 مصحوبًا برواية مصورة تحمل نفس الاسم. فازت ألبوماتها بجائزة جونو لألبوم البوب للعام في 2015 و 2018. تم إصدار ألبومها الخامس How to Sleep When You're on Fire ، في 11 يونيو 2020.
تعاونت لايتز مع فنانين منهم برينغ مي ذا هورازون وديد ماوس وفليكس كارتل وأول سيتي وسليبي توم. وقعت لايتز مع فيولد باي رامن في عام 2019 وأصدرت ألبوم Skin & Earth Acoustic التي تضمن ثلاث أغنيات جديدة.

## النشأة
ولدت لايتز بأسم فاليري آن بوكسلتنر في تيمينز، أونتاريو لوالديها التبشيريين فرجينيا وإريك بوكسليتنر في 11 أبريل 1987. لديها أخت أكبر تدعى جيس. أمضت طفولتها في أنحاء كثيرة من العالم، بما في ذلك الفلبين وجامايكا وأونتاريو. كانت والدتها تدرسها في المنزل، كما علمها والدها الإيتار. أنتجت لايتز أغنيتها الأولى «حلقات زحل» مع مسجل من ثمانية مسارات اشتريتها بأموال الميراث من جدتها في عام 2001. انتقلت إلى تورونتو في سن 18 عامًا وغيرت اسمها القانوني إلى لايتز، اسم مشتق من لقبها. على الرغم من وجود فرقة موسيقية تحمل بالفعل اسم «لايتز»، إلا أن تغيير اسمها رسميًا سمح لها باستخدامه على الرغم من الادعاء السابق.

## النمط والتأثير الموسيقي

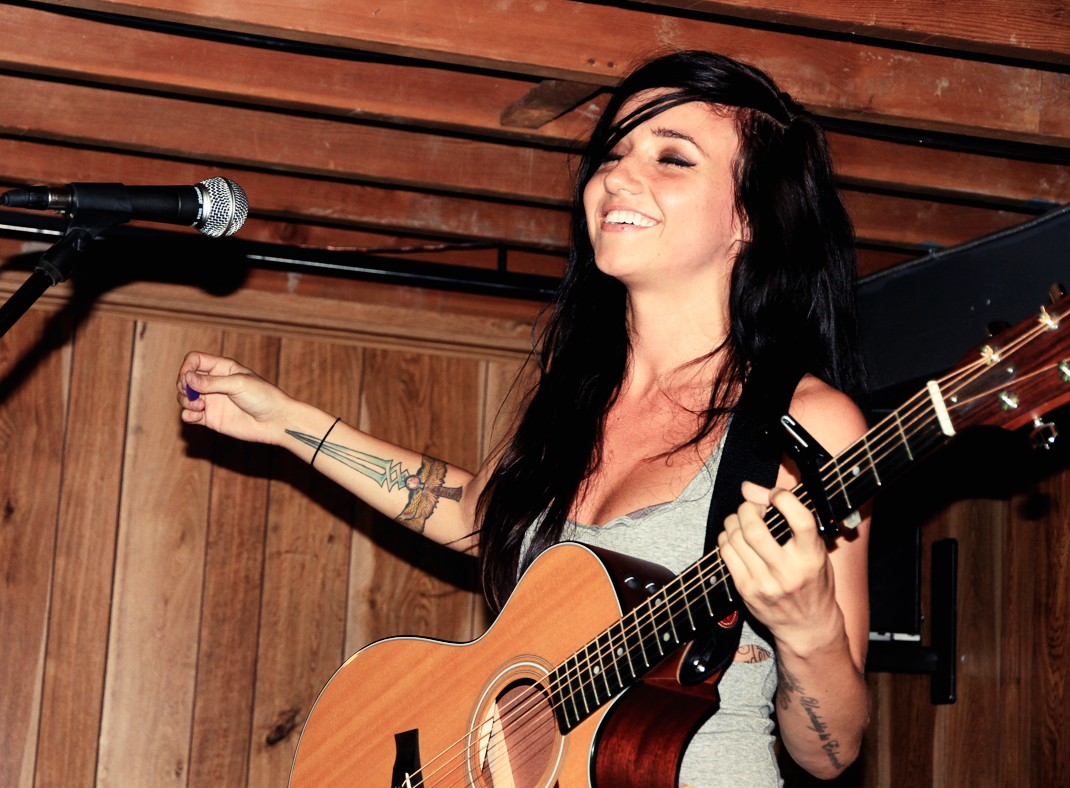
لايتز تؤدي في تورونتو 2010.

تشتهر لايتز بإيقاعاتها الإلكترونية وألحانها الموسيقية المعاصرة. تم وصف أسلوبها الموسيقي على أنه إلكتروبوب وروك إلكتروني وسينثبوب. وصفت لايتز موسيقاها بأنها "منظر إلكتروني لأوقات الغروب المزاجية"، تميز البوم The Listening بأنه نوع موسيقى الروك البديل الإلكترونية المستقلة. تميز البوم Siberia بصوت «أثقل» من أعمالها السابقة، ذكرت لايتز أن تأثرات بفنانيين منهم بيورك وجينيسيس وسوبرترمب.

## الحياة الشخصية
تعرفت بياو بوكان، المطرب الرئيسي لفرقة بليسذافال، في حفل Take Back Sunday في لوس أنجلوس، وبدأ الاثنان في المواعدة بسرعة. بعد أن تمت خطوبتهما في سبتمبر 2011 ، تزوجا في 12 مايو 2012، وأضافت لايتز «بوكان» إلى اسمها الأخير (بوكسلتنر-بوكان). حصلوا على وشمًا متطابقًا لإحياء ذكرى زفافهم. أنجبت لايتز طفلها الأول في أوائل عام 2014.
في ديسمبر / كانون الأول 2017، خرجت لايتز كمزدوجة الميول خلال مقابلة مع مجلة بيبول.

## روابط خارجية
- لايتز على موقع IMDb (الإنجليزية)
- لايتز على موقع ميوزك برينز (الإنجليزية)
- لايتز على موقع ميوزك برينز (الإنجليزية)
- لايتز على موقع أول ميوزيك (الإنجليزية)
- لايتز على موقع ديسكوغز (الإنجليزية)
- لايتز على موقع ديسكوغز (الإنجليزية)
- الموقع الرسمي